# Mesen (flod)
 For alternative betydninger, se Mesen. (Se også artikler, som begynder med Mesen)
Mesén (russisk: Мезе́нь, tr. Mezen) er en 966 km lang flod i Republikken Komi og Arkhangelsk oblast i Rusland. Floden har et afvandingsområde på 78.000 km².
Mesen har sine kilder i moseområdene på vestsiden af Timanhøjderne i Republikken Komi og løber i de øvre dele først syd på, før den drejer mod vest og der efter nord på. Efter Mesen har krydset grænsen til Arkhangelsk oblast, vender den gradvis mod vest, men efter sit sammenløb med Vasjka, drejer den skarpt mod nord igen. Floden udmunder i Mesenbugten i Hvidehavet ved byen Mesen.
Ved kilderne i Timanhøjderne er floden stenet, men stort set er Mesen en bugtende, langsomt flydende flod. I det nedre løb, neden for sammenløbet med Vasjka, er flodløbet fuldt af sandbanker og ændrer sig til stadighed, hvilket vanskeliggør sejlads. 
Tidevandet er mærkbart indtil 64 km opstrøms fra mundingen. Middelvandføringen ved udløbet er 886 m³/sek., max vandføring er 9.530 m³/sek. Floden svulmer voldsomt op i maj og juni i forbindelse med afsmeltning af is og sne, men regn om sommeren og efteråret kan også medføre opsvulmning. Floden fryser til omkring månedsskiftet oktober/november, og isen bliver almindeligvis liggende til månedsskiftet april/maj. 
Floden er sejlbar op til 201 km fra mundingen til sammenløbet med Vasjka. Ved udmundingen foregår et betydelig fiskeri. 

## Bifloder
Mesens vigtigste bifloder fra mundingen er:
- Peza – fra højre, ved Ust-Peza
  - Tsema – fra venstre, ved Jezevets
  - Bludnaja – fra venstre, 30 km øst for Safonovo
- Kimzja – fra venstre, ved Kimzja
- Vasjka – fra venstre, ved Lesjukonskoje
- Kyma – fra højre, ved Ust-Kyma
- Sula – fra højre, ved Zasulje
- Mezenskaja Pizjma – fra højre, ved Rodoma
- Pyssa – fra venstre, ved Bolsjaja Pyssa
- Bolsjaja Loptjuga – fra venstre, ved Butkan
- Irva – fra venstre, ved Glotovo